# محرز بریری
محرز بریری (انگلیسی: Mehrez Berriri؛ زادهٔ ۱۳ آوریل ۱۹۷۵) بازیکن والیبال اهل تونس بود.